# 1962 aux États-Unis
Pour des articles plus généraux, voir Chronologie des États-Unis et 1962.
Chronologie des États-Unis
- 1958
- 1959
- 1960
- 1961
- 1962
- 1963
- 1964
- 1965
- 1966

Cette page concerne des événements d'actualité qui se sont produits durant l'année 1962 du calendrier grégorien aux États-Unis.

## Gouvernement
- Président : John Fitzgerald Kennedy
- Vice-président : Lyndon Johnson
- Secrétaire d'État : Dean Rusk
- Chambre des représentants - Président

## Événements
- 7 février : embargo des États-Unis contre Cuba.
- 20 février : première mission orbitale des États-Unis réussie par John Glenn dans le cadre du Programme Mercury de la NASA.
- 1er mars : crash du vol 1 American Airlines.
- 2 mars, basket-ball : Wilt Chamberlain inscrit un record de 100 points dans un match du championnat nba opposant son équipe des Philadelphia Warriors aux New York Knicks.
- 5 mars : 19e cérémonie des Golden Globes.
- 9 mars : le gouvernement américain reconnaît qu’il intervient militairement au Viêt Nam.
- 22 mars : loi HR5143. Abolition de la peine de mort pour les meurtres au premier degré.
- 10 avril : les dirigeants de l’acier annoncent au mépris de leur promesse leur décision d’augmenter de façon unilatérale le prix de la tonne. Ils renoncent après l’intervention de Kennedy le 13 avril.
- 21 avril : foire internationale de Seattle.
- 25 avril : Kennedy décide de la reprise des essais nucléaires dans l’atmosphère.
- 4 mai : doctrine McNamara de la riposte graduée, ce qui suppose un armement nucléaire tactique.
- 5 mai: Discours de Malcolm X : "Qui vous a appris à vous détester?" sur la répression des noirs aux E-U.
- 19 mai : Marilyn Monroe chante pour le président Kennedy, lors de la soirée de gala organisée par le parti démocrate au Madison Square Garden. L'actrice entonne un mémorable « Happy Birthday, Mister Président ». Elle porte une magnifique robe fourreau en gaze de soie blanche et strass, cousue à même son corps.
- 24 mai : 2e vol habité du Programme Mercury par l'astronaute Scott Carpenter.
- 28 mai : krach sur le marché d'actions américain de Wall Street. La baisse des cours de la Bourse de New York est la plus forte depuis 1929.
- 11 juin : Évasion d'Alcatraz.
- 30 juin : Le secrétaire à la défense McNamara impulse une nouvelle hausse des effectifs militaires à 2,8 millions d'hommes.
- 1er juillet : 5,5 % de chômeurs
- 5 juillet : John Fitzgerald Kennedy prononce un discours félicitant l'indépendance de l'Algérie.
- 5 août : Marilyn Monroe meurt de manière tragique et suspecte.
- 12 septembre : Kennedy prononce le discours « We choose to go to the Moon ».
- 29 septembre : émeutes de 1962 à l'université du Mississippi.
- 1er octobre : Kennedy impose par la force l’admission de James Meredith, premier étudiant noir à l’université d’Ole Miss (Mississippi).
- 3 octobre : 3e vol du programme spatial Mercury par l'astronaute Wally Schirra.
- 3-17 octobre : tempête du Columbus Day sur le Nord-Ouest Pacifique.
- 4 octobre : crise des missiles cubains.
- 11 octobre : Trade Expansion Act (TEA) : Kennedy demande au Congrès de négocier avec la CEE des réductions mutuelles importantes sur le plan tarifaire.
- 14 octobre : des avions espions américains U2 photographient des sites de missiles soviétiques en construction à Cuba. Kennedy est confronté à un dilemme : soit il attaque les sites en risquant une confrontation nucléaire avec l'URSS, soit il ne fait rien et les États-Unis doivent vivre sous la menace d'armes nucléaires tactiques près d'eux. Kennedy décide un blocus de l'île et entame des négociations avec le président du Conseil des ministres soviétique Nikita Khrouchtchev. Un accord sera trouvé après plusieurs semaines de négociations diplomatiques, les États-Unis s'engageant à ne pas envahir Cuba mais refusent publiquement les demandes de la part de l'U.R.S.S. de retirer leurs missiles implantés en Turquie. Ces demandes lui seront cependant accordées secrètement en avril 1963 par Robert Kennedy
- 16 octobre : Revenue Act : loi fiscale instaurant une taxe sur le capital de 7 % et un crédit d'impôt de 7 % sur les investissements pour les entreprises.
- 22 octobre : discours télévisé à la nation de John Kennedy justifiant la décision de mise en quarantaine de Cuba : Le prix de la liberté est toujours élevé...Et il y a un chemin que nous ne Choisissons jamais : c'est celui de la réddition ou de la soumission[1].
- 4 novembre : les États-Unis annoncent l’arrêt de leurs essais nucléaires dans l’atmosphère.
- 6 novembre : Le parti démocrate stagne aux élections de mi-mandat mais reste majoritaire au Congrès (258 sièges sur 435 à la Chambre et 66 sièges sur 100 au Sénat).
- 21 décembre : accords de Nassau ; les États-Unis fournissent des fusées Polaris au Royaume-Uni.

## Économie et société
- 1,0 % d'inflation.
- 556,2 milliards de PNB.
- Le budget fédéral atteint 87,7 milliards de dollars.
- 6,3 milliards de dollars de déficit.
- Le budget de défense augmente à 51,1 milliards de dollars.
- Les dépenses publiques atteignent 105,7 milliards de dollars
- 5,6 milliards affectés aux dépenses sociales.
- Allocation de 900 millions de dollars pour des travaux publics destinés à résorber le chômage.
- Échec du projet de Kennedy pour rénover l’instruction primaire et secondaire grâce à d’importantes subventions fédérales, afin d’effacer les inégalités.
- Arrêt de la Cour suprême interdisant les prières dans les écoles publiques.
- 5,3 % de chômeurs
- les États-Unis exportent pour 20,8 milliards de dollars de marchandises.
- Les importations représentent 15,9 milliards de dollars.
- La balance des paiements accuse un déficit de 900 millions de dollars.

## Vietnam
- 11 300 soldats américains déployés au Sud-Vietnam
- Arrivée des premiers soldats australiens dans le sud

## Naissances en 1962
- 11 février : Tammy Baldwin, sénatrice de Wisconsin depuis 2013.
- 11 mars : Barbara Alyn Woods, actrice.
- 21 mars : Matthew Broderick, acteur.
- 30 mars : Mark Begich, sénateur de l'Alaska depuis 2013.
- 19 juin : Ralph « Bucky » Phillips, meurtrier américain.
- 3 juillet : Tom Cruise, acteur et producteur du cinéma.
- 31 juillet : Wesley Snipes, acteur américain
- 16 août : Steve Carell, acteur, producteur et scénariste.
- 11 septembre : Kristy McNichol, actrice et chanteuse.
- 11 novembre : Demi Moore, actrice et productrice.
- 19 novembre : Jodie Foster, actrice, réalisatrice et productrice.
- 31 décembre : Jeff Flake, sénateur de l'Arizona.

## Décès en 1962
- 5 août : Marilyn Monroe, actrice et chanteuse. (° 1er juin 1926)
- 7 novembre : Eleanor Roosevelt, première dame des États-Unis de 1933 à 1945 et femme du 32e Président des États-Unis Franklin Delano Roosevelt. (° 11 octobre 1884)